# Jig'al Amir
Jig'al Amir (hebrejsky יגאל עמיר‎, * 23. května 1970, Herzlija) je náboženský sionista, bývalý student informatiky na Bar-Ilanově univerzitě a vrah premiéra Jicchaka Rabina. Narodil se v Herzliji, v rodině sefardských Židů pocházející z Jemenu. Jeho matka Geula byla učitelkou v mateřské škole, otec Šlomo byl sofer. Byl členem židovské bojové organizace Ejál.

## Atentát

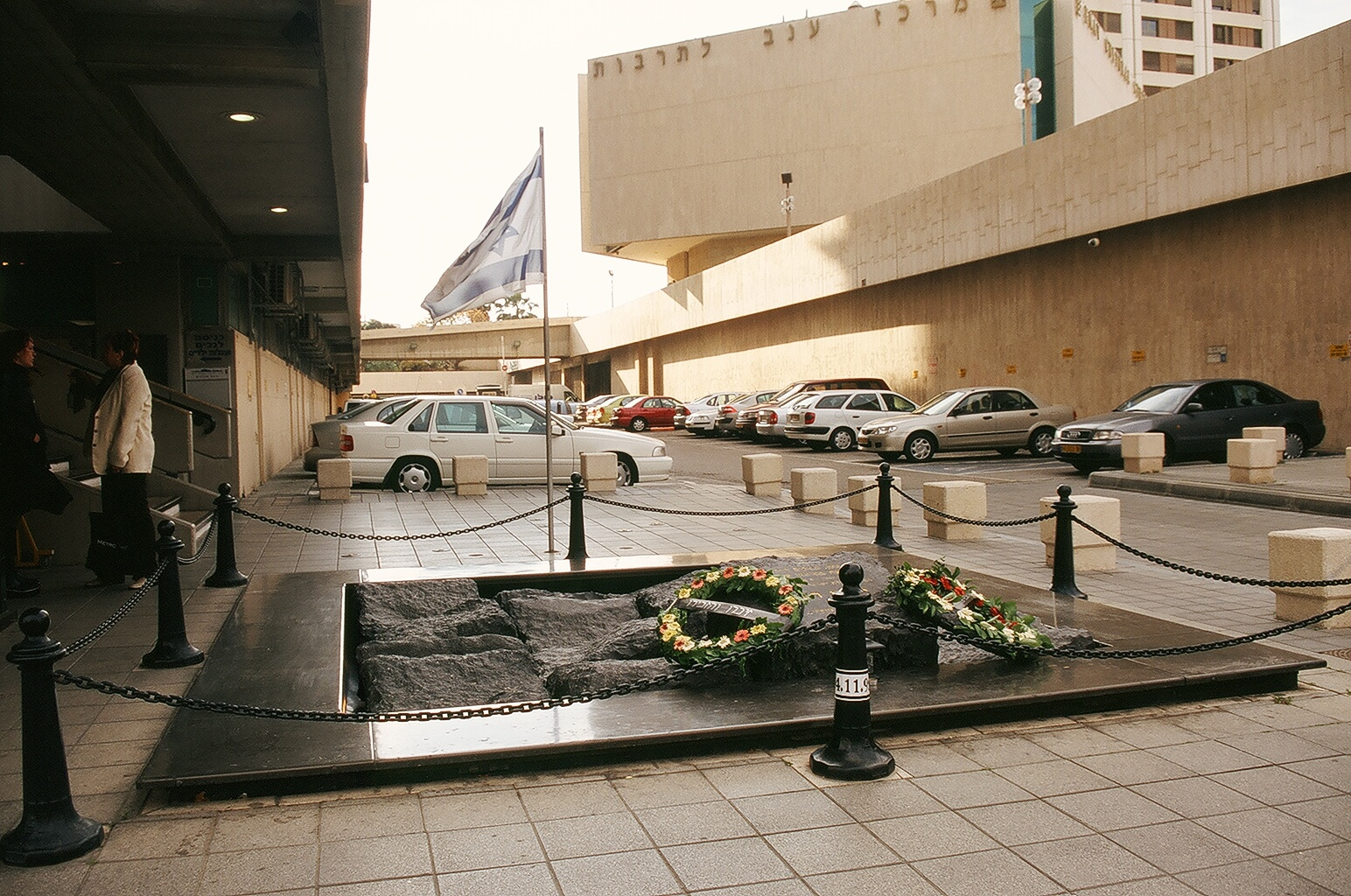
Památník na Rabinově náměstí, kde byl spáchán atentát.

Atentát spáchal 4. listopadu 1995 při mírové demonstraci na náměstí Izraelských králů, nyní Rabinově náměstí v centru Tel Avivu. Za tento čin byl odsouzen na doživotí + na dalších 14 let za přípravu vraždy Jicchaka Rabina za přitěžujících okolností a zranění Rabinova bodyguarda Jorama Rubina. Svůj čin údajně vykonal „ve jménu Tóry a izraelského lidu“. Proces také odhalil skutečnost, že někteří rabíni z Rady židovských osad (Ješa) na okupovaných územích na Rabina před atentátem uvalili těžká halachická obvinění. Ta opravňovala zabít „zrádného Žida“ bez soudu, aby byly zachráněny další židovské životy.

### Soudní proces
Při soudním procesu prohlásil:
| „                                                  | Každý Žid, který ponechá svůj lid nebo území nepříteli podobně jako Rabin, musí být zabit. Studoval jsem halachu celý život a dobře vím, o čem mluvím. | “ |
| — Jig'al Amir, při výpovědi před izraelským soudem | |   |